# Albert Michallon
Pour les articles homonymes, voir Michallon.
Albert Michallon, né le 8 juin 1912 à Grenoble où il est mort le 8 mars 1975, était un chirurgien et homme politique français qui est maire de Grenoble de 1959 à 1965.

## Biographie
Engagé dans la résistance sous le pseudonyme de « Buridan », il organise l'antenne chirurgicale du maquis du Grésivaudan.
Après la guerre, il devient Gaulliste par souvenir des années de guerre et entre au RPF ainsi qu'au conseil municipal de Grenoble de 1947 à 1953. Élu maire de la ville à la suite de Léon Martin, une première déception vient du gouvernement Debré, qui malgré son appartenance à la même famille politique, n'apporte pas l'aide financière escomptée à la ville. Conscient du retard des équipements de sa ville, il obtient deux décisions majeures de son conseil. La candidature de Grenoble à l'organisation des jeux olympiques d'hiver de 1968 et surtout la mise à l'étude d'un plan d'urbanisme pour la ville. Ce plan aura toutefois des conséquences fâcheuses sur le patrimoine municipal, avec notamment la destruction complète d'une importante section du rempart romain mis au jour lors d'importants travaux dans le secteur de la rue de la République en 1962.
En 1964, il est nommé président du Comité d'organisation des Jeux olympiques d'hiver de 1968 devant se dérouler à Grenoble. En 1966, il démissionne de l'UNR, après la grâce présidentielle accordée à Jean Barbier, collaborateur de la police allemande à Grenoble pendant la guerre. Au cours de son mandat, Albert Michallon réalise quelques opérations nécessaires à la ville comme le remodelage de la circulation ferroviaire et routière au sud de la ville entrainant la construction de l'estacade, la création du marché de gros, d'un bowling, de la patinoire Clemenceau, du centre social Teisseire. Albert Michallon est également le fondateur de la compagnie de chauffage urbain de Grenoble. En 1964, il va soutenir l'association visant à la création d'un musée sur la Résistance française. Le Musée de la Résistance dauphinoise ouvrira ses portes en 1966 dans la rue Jean-Jacques Rousseau.
En mars 1965, malgré ces réalisations, une surprise survient au premier tour de l'élection municipale où la liste SFIO/PSU/GAM arrive en seconde position devant le parti communiste. Finalement, après le déplacement de Jacques Duclos à Grenoble, le parti communiste se désiste sans consigne de vote, et c'est son adversaire Hubert Dubedout qui est élu maire de la ville avec 51,8 % des suffrages.

## Les Jeux olympiques de 1968

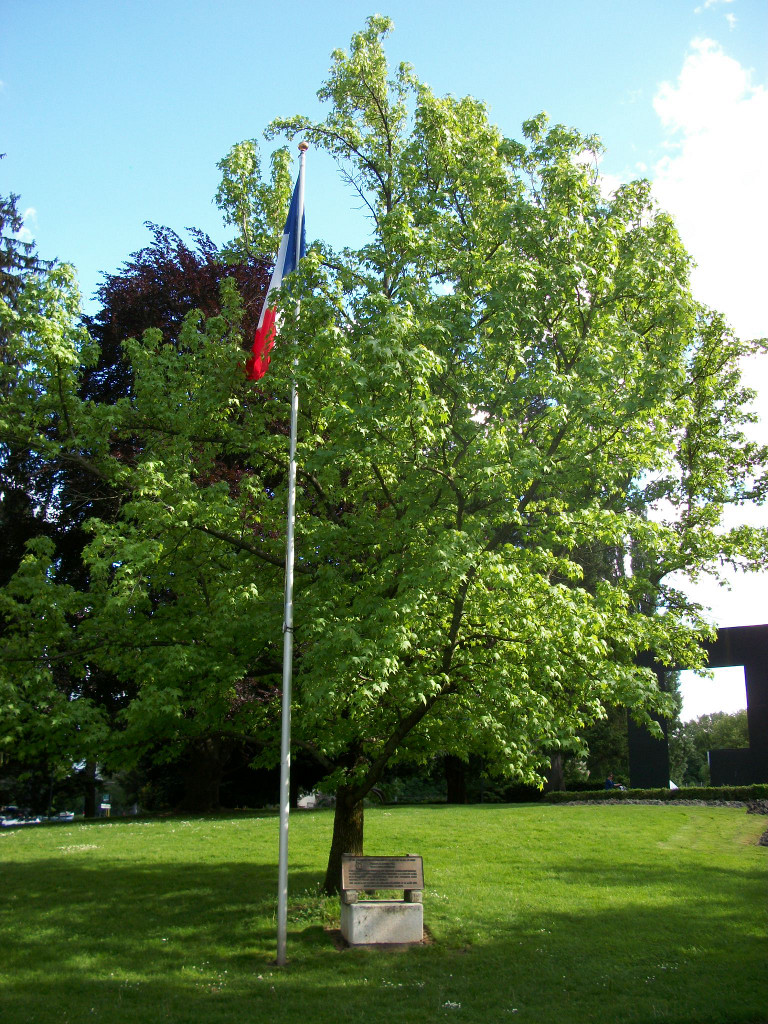
Mémorial Albert Michallon, vue d'ensemble

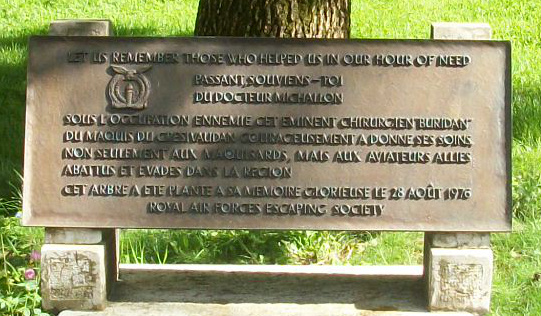
Mémorial Albert Michallon, plaque

Lors de la cérémonie d'ouverture des jeux olympiques d'hiver de 1968, en sa qualité de président du Comité d'organisation, il est chargé de souhaiter la bienvenue à Grenoble aux 60 000 spectateurs du stade olympique de Grenoble et aux 500 millions de téléspectateurs, puis demande à Avery Brundage, président du comité olympique international, qu'il fasse ouvrir les jeux par le général de Gaulle.

## Hommages
En hommage, le parc du Musée de Grenoble est devenu le parc Albert-Michallon, dans lequel une plaque offerte par la Royal Air Forces Escaping Society rappelle son dévouement pour soigner des aviateurs alliés durant la Seconde Guerre mondiale.
Le centre hospitalier universitaire Grenoble Alpes situé sur la commune de La Tronche a également pris le nom  d'Hôpital Albert Michallon le 8 mars 1987.
Albert Michallon est inhumé au cimetière Saint-Roch de Grenoble.

## Décorations
- Officier de la Légion d'honneur
- Croix de guerre 1939–1945
- Médaille de la Résistance française
- Chevalier de l'ordre de la Santé publique (1960)[7]